# Алтоман Војиновић
Алтоман Војиновић (1347 — 1359) био је српски војвода и велики жупан из породице Војиновића који је владао Хумом. Наследио је 1347. године породичне поседе као најстарији син војводе Војина. У касну јесен исте године се оженио Ратославом Младеновић и са њом је 1348. године добио сина Николу (Алтомановића) (1366—1373). Током своје владавине пратио је Душана Силног (1331—1355) на његовим походима, а сукобљавао се и са пљачкашким одредима бана Босне, Стјепана II Котроманића ((1314)1322 — 1353), који су упадали у Рашку. После његове смрти његове поседе је приграбио његов брат кнез Војислав Војиновић (око 1355 — 1363) који је са њих протерао једанаестогодишњег Николу и његову мајку.

## Порекло и породица
Алтоман је припадао властелинској породици Војиновића која је управљала областима око Гацког. Он је био средњи син војводе Војина који је поред њега имао још синове:
- Милоша
- Војислава и ћерку:
- Војиславу, удату за Брајка из породице Бранивојевића

Жена Алтомана Војиновића Ратослава била је ћерка војводе Младена и сестром каснијег севастократора Бранка Младеновића, оца Вука Бранковића (1371—1391). Са њом је Алтоман имао једног сина:
- Николу, рођеног 1348. г одине

## Алтоман као син војводе Војина
Алтоман се први пут у историјским изворима помиње 1335. године као Алтоман, син Војинов. Вероватно је са својом браћом пратио оца на походу краља Душана 1334. године током кога су заузети Охрид, Костур, Струмица, а сам Солун је био опседнут, а вероватно се нашао и на походима током 1342. и 1343. године на простору данашње Албаније.
Почетком `40 година XIV века је највероватније војвода Војин својим синовима доделио засебне области на управу. Алтоману је припало залеђе Дубровачке републике, тако да је он успоставио добре односе са дубровачким трговцима који су му плаћали сигуран пролаз преко његових земаља. Највероватније је са тим земљама добио и титулу великог жупана, иако се са њом први пут помиње тек 1347. године. Током овог времена је краљ Душан породици Војиновић за њихове заслуге уступио тзв. стонски доходак који је припадао суверену.

## Владавина
После смрти војводе Војина почетком јесени 1347. године, његове поседе наслеђује његов најстарији син Алтоман. Он се крајем године жени Ратославом Младеновић, са којом 1348. године добија сина Николу (Алтомановића). Он је за потребе свадбе затражио од Дубровчана неколико лађа, које су му они уступили тек на захтев самог цара Душана, али су том приликом одбили да му за време унапред исплате одређену своту новца на име тзв. стонског доходка.
Већ током 1348. године Алтоман са својим одредима прати цара Душана на успешном походу по Епиру и Тесалији. Током наредне године се обнављају непријатељства између бана Босне Стјепана II Котроманића и Душанове царевине око западног дела Хума, овог пута због бановог грађења тврђаве на ушћу Неретве што је протумачено као нека врста агресије. Последица тих сукоба били су чести упади трупа бана Босне, Стјепана II Котроманића, на простор којим је владао Алтоман, а само Гацко је неколико пута страдало током њихових похода који су стизали и до Котора. После пропасти дипломатских активности уз посредништво Републике светог Марка, цар Душан у октобру 1350. године креће са војском на простор бановине Босне. Стјепан II се пред њим повукао, тако да је Душан без борбе заузео цео Хум и отпочео опсаду престоног Бобовца. Међутим овај поход је био прекинут изненадним ударом Јована Кантакузина (1347—1354) на јужне границе српског царства, што је цара приморало да се са својом војском брзо повуче на југ. Ово повлачење је одмах искористио босански бан Стјепан II и поново преузео контролу над западним деловима Хума.
После ове Душанове интервенције, одреди бана Босне су скоро у потпуности престали са упадима на просторе српског царства, али је и поред тога велики жупан Алтоман морао бити на сталном опрезу. Наредне године, он је провео управљајући својом облашћу, не упуштајући се у послове Душанове царевине, пошто о њему у наредном периоду нема вести.
Велики жупан Алтоман Војиновић умире 1359. године, а његове области непосредно након његове смрти преузима његов брат, кнез Војислав Војиновић, који је са њих протерао једанаестогодишњег Николу и његову мајку, доделивши им мали посед на уживање.